# Tommaso I di Savoia
Tommaso I di Savoia detto l'Amico dei Comuni per via delle ampie libertà concesse ai suoi comuni (Castello di Charbonnières, 20 maggio 1178 – Moncalieri, 1º marzo 1233) fu Conte di Savoia e Conte d'Aosta e Moriana dal 1189 al 1233.

## Origine
Secondo lo storico francese Samuel Guichenon, nel suo Histoire généalogique de la royale maison de Savoie, Tommaso era l'unico figlio maschio dell'ottavo Conte di Savoia e Conte d'Aosta e Moriana e marchese d'Italia, Umberto III, detto il Santo e di Beatrice di Mâcon, che, secondo la Chronica Albrici Monachi Trium Fontium, era figlia di Gerardo I, conte di Mâcon e di Vienne e di Maurette de Salins, figlia del signore di Salins, Gaucher IV e della moglie di cui non si conoscono né il nome né gli ascendenti.
Umberto III di Savoia, secondo Samuel Guichenon, era il figlio maschio primogenito del settimo Conte di Savoia e Conte d'Aosta e Moriana, che era stato il primo ad assumere il titolo di Conte di Savoia, Amedeo III, e di Matilde di Albon, figlia del Conte d'Albon Ghigo III, e della moglie Regina detta Matilde (Regina nominate Maheldis), di ascendenze inglesi (Dominus Vuigo comes et uxor eius Regina quæ fuit de Anglia), come viene descritta dal documento n° 17 del Cartulare monasterii beatorum Petri et Pauli de Domina, forse figlia illegittima di Edgardo Atheling, ultimo discendente del Casato del Wessex, oppure di Eremburga di Mortain e del primo Conte di Sicilia, Ruggero I di Sicilia.

## Biografia

### La giovinezza del conte Tommaso
Tommaso nacque a Aiguebelle, nel castello di Charbonnières, nel 1178, dalla quarta moglie, Beatrice, dando finalmente il figlio maschio a Umberto III, come ci viene confermato dal documento n° CCCXLVII del Regesta comitum Sabaudiae, e, dato che le precedenti tre mogli non avevano dato eredi maschi e il nome della casata rischiava di scomparire, si fece grande festa. Il nome imposto al bambino fu Tommaso, in onore di San Tommaso Becket, come sostiene lo storico inglese Charles Previté-Orton.
Suo padre, Umberto III, morì dopo circa quarant'anni di regno a Chambéry, il 4 marzo 1189, all'età di cinquantadue anni; anche le Chartes du diocèse de Maurienne riportano la morte di Umberto III al 4 marzo 1189 (Marcius...IV Non - Anno ad incarnatione Domini m.c.lxxx.viiii obiit dognus Humbertus inclitus comes Maur. et marchio Italie); venne sepolto nell'Abbazia di Altacomba, dove aveva preso l'abito religioso pochi giorni prima della sua morte.
Tommaso, l'unico figlio maschio, gli succedette, sotto tutela e reggenza di Bonifacio, figlio del marchese del Monferrato, Guglielmo V, come sostiene lo storico francese, Victor Flour de Saint-Genis; anche Charles Previté-Orton riporta che la reggenza era stata affidata a Bonifacio. L'ultima regina d'Italia, Maria José, nel suo le origini di casa Savoia (non consultato) sostiene che la tutela di Tommaso era stata affidata al marchese del Monferrato, Guglielmo V, compagno d'armi del nonno di Tommaso, Amedeo III, durante la seconda crociata, ma che essendo, in quell'anno, nuovamente in Terra santa, gli subentrò il suo secondogenito, Bonifacio.
Poco dopo la morte del padre, Tommaso, secondo il documento n° XXXVI de Il conte Umberto I (Biancamano) e il re Ardoino: ricerche e documenti, seguendo le istruzioni della madre, Beatrice, e citando anche il suo tutore, Bonifacio del Monferrato, confermò le donazioni del padre, Umberto III e del suo avo Umberto I Biancamano, ai canonici della Cattedrale di San Giovanni di Moriana.
Sotto la guida di Bonifacio, Tommaso divenne un coraggioso cavaliere ed un valente uomo d'azione; in pratica la contea passò da una guida a carattere religioso a una guida di carattere guerriero. Lo stato sabaudo da sostenitore del papa (Guelfo) divenne sostenitore dell'imperatore (Ghibellino) e nel 1198, sotto la guida di Bonifacio, era stata ripristinata l'autorità del conte di Moriana sulla città di Torino, riducendo i poteri del vescovo.
In quel periodo, Tommaso e Bonifacio erano stati ospiti dell'imperatore, Enrico VI, a Fulda.
Il giovane Tommaso seppe presto emanciparsi dalla tutela del marchese, evidenziando un carattere fiero ed indipendente. Si trovò in contrasto con la Contea di Ginevra, ma ben presto strinse alleanza col Conte di Ginevra, Guglielmo I, di cui sposò la cui figlia, Margherita o forse Beatrice, a volte Nicola.
A tal proposito esiste una diceria, riportata da Samuel Guichenon, che il conte Guglielmo I, non vedendo di buon occhio un matrimonio sabaudo per la bella figlia, in quanto a quel tempo i Savoia erano ancora troppo deboli, minacciati su tutti i confini e possibili prede di altre potenze dell'epoca, aveva promesso la figlia in moglie al re di Francia, Filippo II Augusto; Tommaso rapì la contessina a Rossillon nel Bugey, durante il trasferimento in Francia per il matrimonio e la condusse in Savoia, dove si procedette alle nozze; comunque lo stesso Samuel Guichenon fa notare, che in quel periodo, 1196, Filippo II Augusto era già sposato ed inoltre Tommaso non avrebbe certamente fatto un tale affronto al re di Francia.
Tommaso, dopo aver raggiunto la maggior età confermò una donazione fatta dal padre, Umberto III, al monastero di San Maurizio; poi, nel 1191, Tommaso (Thomæ comitis et marchionis), assieme alla moglie, qui citata come Nicola (uxore ejus Nichola filia comitis Gebennarum) confermò i privilegi alla città di Susa, come da documento n° 41 del Peter der Zweite, Graf von Savoyen, Markgraf in Italien, e nel 1200, Tommaso, conte di Savoia, assieme al figlio Amedeo (Thomas comes Sabaud. et Amedeus eius filius) dà garanzie all'abbazia di San Marco.
Secondo Victor Flour de Saint-Genis, Tommaso nel 1202, raggiunse Venezia al seguito del condottiero della Quarta crociata, il suo ex tutore, Bonifacio I del Monferrato, e partì sulle navi veneziane per la Quarta crociata; partecipò all'assedio di Zara, ma dopo il saccheggio della città, disapprovato da papa Innocenzo III, abbandonò la crociata rientrando nei suoi domini, attraverso il Tirolo; sempre Saint-Genis riporta che secondo alcune fonti, Tommaso seguì la crociata sino a Costantinopoli, partecipando al primo assedio della città, mentre non ritiene possibile che abbia preso parte alla conquista di Costantinopoli, nel 1204.
Anche Samuel Guichenon riporta la partecipazione di Tommaso alla quarta crociata al seguito di Bonifacio, facendo però presente che non tutti gli storici dell'epoca ne fanno menzione, rammentando che senz'altro non partecipò all'incoronazione a imperatore di Baldovino, avvenuta nel 1204, in quanto vi sono documenti che certificano la presenza di Tommaso in Savoia, già dall'anno precedente.
 Infine lo storico del XIX secolo, Jean Frézet, nel suo Histoire de la Maison de Savoie, riporta che Tommaso prese parte alla quarta crociata, ma dopo il saccheggio di Zara, non approvò la decisione di andare a Costantinopoli, abbandonando il fine primario della crociata e fece ritorno nella sua contea.
Il documento n° CDIX del Regesta comitum Sabaudiae, ci conferma la presenza di Tommaso ad Altacomba, il 22 ottobre 1203, confermandoci che, se prese parte alla spedizione, fu solo nella prima parte.
Ancora Victor Flour de Saint-Genis, riporta, citando le Chroniques Languedociennes che Tommaso, durante la Crociata albigese fu presente al massacro di Béziers, nel 1209.
Jean Frézet, invece sostiene che Tommaso prese parte alla crociata albigese, quando vi fu l'intervento del re di Francia, Luigi VIII, nel 1226, partecipando all'assedio e alla conquista di Avignone, e ritirandosi dall'impresa dopo la morte di Luigi VIII, in quello stesso anno.

### Gli affari politici
Al contrario del padre, che si era apertamente inimicato l'Impero, tanto da venir anche messo al bando, Tommaso improntò il suo governo su una politica di riconciliazione, basata sulla prudenza e sulle sottili manovre politiche, tanto che ottenne presto favori e terre da parte dell'Imperatore Enrico VI, venendo alla fine nominato dall'imperatore Federico II anche Vicario Imperiale della Lombardia, titolo ambitissimo.
Già, nel 1197, l'imperatore Enrico VI revocò le concessioni fatte da suo padre Federico Barbarossa ai vescovi del Piemonte, riconoscendo l'autorità del conte di Savoia, che negli anni seguenti fu molto attivo in Piemonte; nel 1207, Tommaso si recò a Basilea, per confermare il suo appoggio al re dei Romani (re di Germania), Filippo di Svevia, garantendogli assistenza in Italia, ricevendone in cambio l'investitura per tutti i domini che erano appartenuti alla sua famiglia, come ci riporta il documento n° 43 del Peter der Zweite, Graf von Savoyen, Markgraf in Italien.
Il resto dell'attività politica di Tommaso fu improntata ad una ricostruzione dei dominii degli avi, perduti dai predecessori: si alleò con i potenti signori feudali e con i vescovi, cercando di allearsi con i Comuni e le Signorie italiane per potenziare i suoi territori e la gloria della casata. Vennero piegati alla sua volontà i riottosi baroni feudali, molti comuni e vennero stipulate vantaggiose alleanze, ottenute anche con contratti matrimoniali: sua figlia Beatrice, sposata al Conte di Provenza, Raimondo Berengario IV (il contratto di matrimonio siglato a Dronero, è riportato nel documento n° CDLIX del Regesta comitum Sabaudiae), viene ricordata da Dante quattro figlie ebbe, e ciascuna reina. Tra queste, importante la regina d'Inghilterra, Eleonora, moglie del re d'Inghilterra, Enrico III, che chiamò a corte due suoi zii Savoia, Bonifacio, divenuto arcivescovo di Canterbury e Pietro (poi conte di Savoia), che, divenuto conte di Richmond, eresse il suo palazzo a Londra nel sito dell'attuale Savoy Hotel.
Durante questo periodo, Tommaso fece anche molte donazioni ed accordi vari, documentati nel Peter der Zweite, Graf von Savoyen, Markgraf in Italien, di cui sono di rilevante importanza il documento n° 58, inerente all'accordo con il vescovo di Sion, del 1224, controfirmato dalla moglie e dai figli, il documento n° 64, che conferma la sua nomina a vicario imperiale per la Lombardia (Italia), ed il documento n° 83, che attesta l'acquisto della città di Chambéry da parte di Tommaso.

### La morte
Tommaso I si ammalò improvvisamente di febbre in Valle d'Aosta all'inizio del 1233, mentre era di ritorno con il suo esercito da una campagna militare nel Chiablese.; la Chronica Albrici Monachi Trium Fontium riporta che la morte di Tommaso (comitis Thome de Sabaudia) è avvenuta nel 1232, mentre il documento n° DXXXVII del Regesta comitum Sabaudiae riporta la morte di Tommaso (Thomas comes Sabaudiae) al 1º marzo 1233 (1233, 1 Martii). A Tommaso succedette il figlio primogenito Amedeo, come Amedeo IV

### L'eredità di Tommaso I
Alla sua morte il conte Tommaso poteva vantarsi di aver sanato quasi tutte le piaghe che affliggevano i domini sabaudi e di avere allargato la potenza della Signoria: la Valle di Susa, Giaveno e Rivalta erano entrati definitivamente a far parte dello Stato sabaudo, così come la capitale del paese di Vaud, Moudon, che servì poi ai suoi successori come porta d'ingresso a tutto il territorio circostante.
Tommaso però lasciò una situazione finanziaria deficitaria, perché il figlio Amedeo, nel 1240, dichiarò nel suo testamento che i debiti del padre non erano ancora stati tutti pagati.

### La tomba
Tommaso I di Savoia, secondo la tradizione, è stato sepolto alla Sacra di San Michele. Non ne è stato tuttavia mai trovato il sepolcro, anche se per rispetto di quanto tramandato nei secoli è stata messa un'iscrizione commemorativa insieme a quelle delle altre tombe presenti.

## Matrimonio e discendenza
Mentre, Samuel Guichenon sostiene che Tommaso si sposò due volte, prima con Beatrice di Ginevra, che non gli diede figli e poi con Margherita di Faucigny, Victor Flour de Saint-Genis e Charles Previté-Orton sostengono che Tommaso si sposò una sola volta con Margherita di Ginevra (chiamata anche coi nomi di Beatrice o Nicola), come conferma la Chronica Albrici Monachi Trium Fontium, che era figlia del Conte di Ginevra, Guglielmo I e della signora di Faucigny, Beatrice.
Tommaso da Beatrice (Margherita) di Ginevra ebbe 14 figli:
- Amedeo (1197 – 1253), suo diretto successore come conte sovrano di Savoia dal 1233 al 1253[43];
- Umberto (1198 – 1223), deceduto fra marzo e novembre del 1223, in Ungheria, citato col fratello Amedeo nel documento n° 47 del Peter der Zweite, Graf von Savoyen, Markgraf in Italien (filiis suis Amedeo et Humberto)[49];
- Tommaso (1199 – 1259), citato come terzogenito dalla Chronica Albrici Monachi Trium Fontium[42], signore e conte in Piemonte, sposò Giovanna di Fiandra (†1244), divenendo così conte di Fiandra; divenne conte sovrano di Savoia dal 1253 alla morte, succedendo al fratello Amedeo IV, come reggente della contea per il figlio di quest'ultimo, Bonifacio di Savoia (1245-1263)
- Aimone (1200 – 1242), citato col fratello Amedeo nel documento n° 67, datato 1227, del Peter der Zweite, Graf von Savoyen, Markgraf in Italien (filii mei Amedeus et Aymo)[50], signore del Chiablese, morto per la lebbra;
- Guglielmo (1201 – 1239), vescovo di Valence e rettore di Vienne, eletto vescovo di Liegi, nel 1238[51], morto avvelenato a Viterbo (apud Viterbum potionatus) come ricorda Matteo di Parigi[52];
- Amedeo († 1256), dal 1236, vescovo di Saint-Jean de Maurienne (Amedeus episcopus Maurianensis)[53];
- Pietro (1203 – 1268), citato con i fratelli chierici nel documento n° 58 del Peter der Zweite, Graf von Savoyen, Markgraf in Italien (quatuor filii clerici videl. Willelmus, Thomas, Petrus et Bonifacius)[39], dal 1233 Signore del Vaud, che risiedette a lungo in Inghilterra, dove divenne conte di Richmond ed infine, nel 1263, divenne conte sovrano di Savoia succedendo al nipote Bonifacio di Savoia, che era morto senza eredi maschi;
- Filippo (1207 – 1285), citato col fratello Bonifacio nel documento n° 123, datato 1240, del Peter der Zweite, Graf von Savoyen, Markgraf in Italien (fratribus suis B. Bellicensi Electo et Philippo Metensi Primicerio)[54], divenne arcivescovo di Lione, il quale poi però ritornò allo stato laico, sposando la contessa palatina di Borgogna ed infine nel 1268 divenne conte di Savoia, succedendo al fratello Pietro II, morto senza eredi maschi;
- Bonifacio (1217 – 1270), citato col fratello Filippo nel documento n° 123, datato 1240, del Peter der Zweite, Graf von Savoyen, Markgraf in Italien (fratribus suis B. Bellicensi Electo et Philippo Metensi Primicerio)[54], arcivescovo di Canterbury, beatificato nel 1838 da papa Gregorio XVI;
- Beatrice (1206 – 1266), andata sposa nel dicembre del 1219 a Raimondo Berengario IV, conte di Provenza[55] (1209 – 1245) e fu madre di ben quattro regine:
  - Margherita (1221 – 1295), moglie di Luigi IX di Francia;
  - Eleonora (1223 – 1291), moglie di Enrico III d'Inghilterra;
  - Sancha (1228 – 1261), seconda moglie di Riccardo di Cornovaglia (1209 – 1272), Re dei Romani;
  - Beatrice (1231 – 1267), moglie di Carlo I di Sicilia;
- Alasia o Alice († 1277), badessa del monastero di St. Pierre in Lione[56];
- Agata († 1279), badessa del monastero di St. Pierre in Lione[56];
- Margherita di Savoia (1202 † 1273), che sposò nel 1218 ad Hartmann IV di Kyburg[57];
- Avita († 1292), che sposò Baldovino di Reviers, settimo Conte di Devon come riporta Matteo di Parigi[58].

## Ascendenza
|                       |                          |                       | Genitori                |  |  | Nonni |  |  | Bisnonni             |  |  | Trisnonni           |  |
|                       |                          |                       |                         |  |  |       |  |  | Umberto II di Savoia |  |  | Amedeo II di Savoia |  |
|                       |                          |                       |                         |  |  |       |  |  | Umberto II di Savoia |  |  | Amedeo II di Savoia |  |
|                       |                          | Giovanna di Ginevra   |                         |  |  |       |  |  | Umberto II di Savoia |  |  |                     |  |
| Amedeo III di Savoia  |                          |                       |                         |  |  |       |  |  | Umberto II di Savoia |  |  |                     |  |
|                       |                          | Giselda di Borgogna   | Guglielmo I di Borgogna |  |  |       |  |  |                      |  |  |                     |  |
|                       |                          | Giselda di Borgogna   | Guglielmo I di Borgogna |  |  |       |  |  |                      |  |  |                     |  |
|                       |                          | Giselda di Borgogna   | Stefania di Vienne      |  |  |       |  |  |                      |  |  |                     |  |
| Umberto III di Savoia |                          | Giselda di Borgogna   |                         |  |  |       |  |  |                      |  |  |                     |  |
|                       |                          | Ghigo III d'Albon     | Ghigo II d'Albon        |  |  |       |  |  |                      |  |  |                     |  |
|                       |                          | Ghigo III d'Albon     | Ghigo II d'Albon        |  |  |       |  |  |                      |  |  |                     |  |
|                       |                          | Ghigo III d'Albon     | Pétronille d'Argental   |  |  |       |  |  |                      |  |  |                     |  |
| Mahaut d'Albon        |                          | Ghigo III d'Albon     |                         |  |  |       |  |  |                      |  |  |                     |  |
|                       |                          | Matilde d'Inghilterra | Edgardo Atheling        |  |  |       |  |  |                      |  |  |                     |  |
|                       |                          | Matilde d'Inghilterra | Edgardo Atheling        |  |  |       |  |  |                      |  |  |                     |  |
|                       |                          | Matilde d'Inghilterra | Margherita di Scozia    |  |  |       |  |  |                      |  |  |                     |  |
| Tommaso I di Savoia   |                          | Matilde d'Inghilterra |                         |  |  |       |  |  |                      |  |  |                     |  |
|                       | Guglielmo IV di Borgogna | Stefano I di Mâcon    |                         |  |  |       |  |  |                      |  |  |                     |  |
|                       | Guglielmo IV di Borgogna | Stefano I di Mâcon    |                         |  |  |       |  |  |                      |  |  |                     |  |
|                       | Guglielmo IV di Borgogna | Beatrice di Lorena    |                         |  |  |       |  |  |                      |  |  |                     |  |
| Gerardo I di Mâcon    | Guglielmo IV di Borgogna |                       |                         |  |  |       |  |  |                      |  |  |                     |  |
|                       |                          | Poncette de Traves    | Thibault de Traves      |  |  |       |  |  |                      |  |  |                     |  |
|                       |                          | Poncette de Traves    | Thibault de Traves      |  |  |       |  |  |                      |  |  |                     |  |
|                       |                          | Poncette de Traves    | …                       |  |  |       |  |  |                      |  |  |                     |  |
| Beatrice di Mâcon     |                          | Poncette de Traves    |                         |  |  |       |  |  |                      |  |  |                     |  |
|                       |                          | Gaucher IV de Salins  | Umberto III de Salins   |  |  |       |  |  |                      |  |  |                     |  |
|                       |                          | Gaucher IV de Salins  | Umberto III de Salins   |  |  |       |  |  |                      |  |  |                     |  |
|                       |                          | Gaucher IV de Salins  | …                       |  |  |       |  |  |                      |  |  |                     |  |
| Maurette di Salins    |                          | Gaucher IV de Salins  |                         |  |  |       |  |  |                      |  |  |                     |  |
|                       |                          | …                     | …                       |  |  |       |  |  |                      |  |  |                     |  |
|                       |                          | …                     | …                       |  |  |       |  |  |                      |  |  |                     |  |
|                       |                          | …                     | …                       |  |  |       |  |  |                      |  |  |                     |  |
|                       |                          | …                     |                         |  |  |       |  |  |                      |  |  |                     |  |

### Fonti primarie
- (LA)  Matthæi Parisiensis, Monachi Sancti Albani, Chronica Majorar, vol. III.
- (LA)  Matthæi Parisiensis, Monachi Sancti Albani, Chronica Majorar, vol. V.
- (LA)  Monumenta Germaniae Historica, Scriptores, tomus XXIII)
- (LA)  Regesta comitum Sabaudiae
- (LA)  Chartes du diocèse de Maurienne
- (LA)  Peter der Zweite, Graf von Savoyen, Markgraf in Italien
- (LA)  Cartulare monasterii beatorum Petri et Pauli de Domina.
- (LA, FR)  Regeste dauphinois, ou Répertoire chronologique et analytique des documents, tome I, fascicolo II.
- (LA, IT)  Il conte Umberto I (Biancamano) e il re Ardoino: ricerche e documenti
- (LA, IT)  Documenti sigilli e monete appartenenti alla storia della monarchia di Savoia

### Letteratura storiografica
- (FR)  Histoire de Savoie, d'après les documents originaux,... par Victor ... Flour de Saint-Genis. Tome 1
- (FR)  Histoire généalogique de la royale maison de Savoie, justifiée par titres, ..par Guichenon, Samuel
- (EN)  The early history of the house of Savoy (1000-1233)
- (FR)  Histoire de la Maison de Savoie
- Francesco Cognasso, Il Piemonte nell'Età Sveva, Deputazione subalpina di storia patria, Torino 1968
- Renzo Rossotti, Curiosità e misteri di Torino, Newton Compton editore, 1992
- Francesco Paoli, La Sacra di S. Michele e i suoi sepolcri di principi di Savoia, Tip. e Lib. S. Giuseppe nel Collegio degli Artigianelli, 1868
- Davide Bertolotti, Istoria della R. Casa di Savoia, editore A. Fontana, 1830